# 塩尻バイパス
塩尻バイパス（しおじりバイパス）は、長野県塩尻市を通る国道20号のバイパスである。それまで、塩尻市街地近くに入り込んでいた国道20号が引き起こす交通渋滞の解消や、長野自動車道開通に関連する事業として建設された。

## 概要
- 起点：長野県塩尻市柿沢 (柿沢交差点)
- 終点：長野県塩尻市広丘高出（高出交差点）
- 全長：4.2km
- 幅員：25m
- 車線数：4車線
- 道路規格：3種1級
- 制限速度：50km/h (柿沢交差点～長畝交差点) 60km/h (長畝交差点～高出交差点) 全線にわたり駐停車禁止である。

## 沿革
- 1985年（昭和60年）12月：長野道塩尻ICから国道20号終点（高出交差点）までの1.7km区間建設開始。
- 1988年（昭和63年）12月：1.7km区間4車線開通。
- 1991年（平成3年）3月28日：全線開通。

## 交差・接続する路線
- 長野自動車道 - 塩尻IC
- 長野県道63号松本塩尻線
- 東山山麓広域農道
- 国道19号
- 国道153号

## その他
- 区間中には、レクリエーション施設を兼揃えた道の駅小坂田公園があり、塩尻市のみならず周辺市町村民の憩いの場となっている。
- 起終点を除くと、このバイパスには2つの信号交差点(長畝交差点、桟敷交差点)しかない。そのため「この道路は高速道路ではない」と注意を促す標識が立っている。
- 塩尻インターから道の駅小坂田公園までの区間は暫定2車線で運用している。これは、道路交通量などを考えて、4車線での通行には交通量が少ない、と言う道路計画時の需要予測に基づくものである。ただし、将来の拡幅を考慮して4車線への移行を可能にする為に、塩尻インターから柿沢交差点までの区間の用地買収、掘割などの工事規格では4車線分確保されている。